# شبح هرنهال
«شبح هرنهال» (انگلیسی: The Ghost of Harrenhal) قسمت پنجم از فصل دومِ مجموعهٔ تلویزیونیِ خیال‌پردازانهٔ بازی تاج‌وتخت و قسمت ۱۵ از کلِ این سریال است. فیلم‌نامه‌نویس‌های این قسمت دیوید بنیاف و دی. بی. وایس و کارگردان آن دیوید پترارکا است.
این قسمت از سریال که در تاریخ ۲۹ آوریل ۲۰۱۲ منتشر شد، آخرین حضورِ گثین آنتونی (رنلی براتیون) در این مجموعه است.
عنوان این قسمت، اشاره به نامی است که آریا استارک طی اقامتش در شهر هرنهال برای خود انتخاب نموده است، و در رمانِ نبرد پادشاهان بدان اشاره شده است.

## تولید

### نگارش
قسمت «شبح هرنهال» پنجمین قسمت از فصل دوم است که توسط دو شورانر سریال، دیوید بنیاف و دی. بی. وایس نوشته شده و پانزدهمین قسمت در کل مجموعه به‌شمار می‌رود. فیلمنامه این قسمت بر پایه فصل‌های «دنریس دوم»، «آریا هفتم»، «کتلین چهارم»، «جان چهارم»، «بران پنجم»، «کتلین پنجم» و «جان پنجم» (۲۸، ۳۱، ۳۴، ۳۵، ۳۶، ۴۰ و ۴۴) از کتاب نبرد پادشاهان به قلمِ جرج آر. آر. مارتین نوشته شده است. صحنه‌های تیریون با آتش‌افروزها و سرسی برگرفته از فصل‌های «تیریون پنجم» و «تیریون هشتم» (۲۱ و ۳۷) هستند.
در این قسمت تفاوت‌های زیادی با منبع اصلی وجود دارد: در کتاب‌ها، لرد بیلیش تنها پس از مرگ رنلی توسط شورا برای مذاکره با تایرل‌ها فرستاده می‌شود؛ خروج تیان از پایک نشان داده نمی‌شود، و دگمر کلف‌جا یک استاد اسلحه‌دار کهنه‌کار و زخمی است که به دلیل آموزش تیان در دوران کودکی‌اش، علاقه‌ای پدرانه به او دارد؛ آریا به‌جای خدمت به‌عنوان جام‌دار، خدمتکار آشپزخانه است و نمی‌تواند با لرد تایوین تعامل داشته باشد؛ و شخصیت زارو زوآن داکسوس به‌شدت تغییر یافته و به مردی سیاه‌پوست، دگرجنس‌گرا و با اصالت فروتن تبدیل شده که دارای گاوصندوقی است که در کتاب‌ها هرگز به آن اشاره‌ای نشده است.

### انتخاب بازیگران
در این قسمت شخصیت آتش‌افروز به نام «ویزدم هالین» معرفی می‌شود که توسط بازیگر بریتانیایی، روی دوتریس ایفا شده است. دوتریس دوست شخصی جرج آر. آر. مارتین است و این دو در دهه ۱۹۸۰، هنگام کار بر روی سریال موفق دیو و دلبر (مارتین به‌عنوان تهیه‌کننده و دوتریس در نقش «پدر») با یکدیگر آشنا شدند. سال‌ها بعد، دوتریس انتخاب مارتین برای خواندن کتاب‌های صوتی مجموعه ترانه یخ و آتش بود، کاری که برای او رکورد جهانی گینس را به خاطر بیشترین تعداد شخصیت صداگذاری‌شده در یک کتاب صوتی به همراه آورد.

پس از تأیید ساخت سریال، مارتین خواست تا دوتریس را در پروژه دخیل کند و نقش‌هایی چون استاد ایمون، رودریک کسل یا استاد اعظم پایسل را برای او پیشنهاد داد. در نهایت قرار بود او در نقش پایسل ظاهر شود، اما به دلیل مشکلات پزشکی مجبور به کناره‌گیری از پروژه شد و جولیان گلاور جایگزین او شد. در فصل دوم، با بهبود وضعیت جسمی‌اش، نقش هالین به او داده شد.
شخصیت‌های دیگری که در این قسمت معرفی می‌شوند شامل دیده‌بان شب، کورین نیمه‌دست با بازی سایمون آرمسترانگ و شخصیت مرموز کوایت با بازی بازیگر آلمانی، لورا پرادلسکا هستند. این قسمت همچنین نخستین باری است که پیَت پری (که به‌طور گذرا در قسمت چهارم دیده شد) دیالوگ‌هایی دارد.